# Mihály Vajda
Mihály Vajda (hongarès: Vajda Mihály András)  (Budapest, 10 de febrer de 1935 - 27 de novembre de 2023) va ser un intel·lectual hongarès d'esquerres que va participar en els debats entorn al desenvolupament del socialisme, el marxisme-leninisme i l'estat del capitalisme a la darrera meitat del segle xx.

## Biografia
Involucrat en la política del seu país d'origen, Vajda va ser expulsat juntament amb diversos altres intel·lectuals del Partit Socialista Hongarès dels Treballadors el 1973 per, suposadament, representar punts de vista contraris al marxisme–leninisme i a la política del partit. Vajda va ser un dels membres originaris de l'Escola de Budapest a l'entorn de György Lukács, un grup de teòrics hongaresos que van començar essent neomarxistes però que van passar al que van anomenar perspectives postmarxistes i també postmodernes. Escrivint principalment en hongarès, però amb moltes obres traduïdes a l'anglès, les obres de Vajda tracten temes com el passat i el futur del socialisme estatal a Europa i el feixisme com un fenomen de masses. Vajda continua atret, com altres membres de l'escola de Budapest original, pel llegat marxista a l'hora d'examinar l'estat de la societat capitalista contemporània.
El 1973, els membres de l'Escola de Budapest, en tant que dissidents ideològics, van perdre la feina i se'ls va prohibir la publicació dels seus treballs. Alguns dels membres del grup van deixar Hongria, Mihály Vajda va anar com a professor visitant a diferents universitats: primer a la Universitat de Bremen, i després a The New School for Social Research i a la Universitat a Peterborough al Canadà. Finalment (ja després de la seva rehabilitació a Hongria) va anar a la Universitat de Siegen (Alemanya). Només el 1989 va ser oficialment rehabilitat a Hongria i nomenat per a la càtedra de filosofia de la Universitat Kossuth Lajos de Debrecen, on també va ser del 1996 al 2000 director de l'Institut de Filosofia. Va ser nomenat membre de l'Acadèmia de Ciències d'Hongria el 2002.